# انتصار العباقرة
انتصار العباقرة (الإنجليزية: Triumph of the Nerds) هو فيلم وثائقي تلفزيوني بريطاني/أمريكي صدر عام 1996، من إنتاج شركة جون جاو للإنتاج وهيئة الإذاعة العامة في ولاية أوريغون لقناة 4 وهيئة الإذاعة العامة بي بي سي. يتناول الفيلم تطور الحاسوب الشخصي في الولايات المتحدة منذ الحرب العالمية الثانية وحتى عام 1995. تم عرضه لأول مرة على شكل ثلاث حلقات بين 14 و28 أبريل 1996 على القناة الرابعة، وباعتباره برنامج واحد في 16 ديسمبر 1996 على قناة بي بي إس.
تم تأليف وتقديم برنامج انتصار العباقرة بواسطة روبرت إكس كرينجلي (مارك ستيفنز) ويستند إلى كتابه Accidental Empires الذي صدر عام 1992. يتضمن الفيلم الوثائقي مقابلات مع شخصيات مهمة مرتبطة بالكمبيوتر الشخصي، بما في ذلك ستيف جوبز، وستيف وزنياك، وبيل جيتس، وستيف بالمر، وبول ألين، وبيل أتكينسون، وآندي هيرتزفيلد، وإد روبرتس، ولاري إليسون. ويحتوي الفيلم أيضًا على لقطات أرشيفية لغاري كيلدال وتعليقات من دوغلاس آدمز، مؤلف سلسلة الخيال العلمي دليل المسافر إلى المجرة. عنوان الفيلم انتصار العباقرة هو مسرحية على عنوان الفيلم الكوميدي "انتقام العباقرة " الذي صدر عام 1984. 
وقد تابع روبرت كرينجلي السلسلة بإصدار نيردز 2.0.1 (الذي حمل عنوان مجد العباقرةفي المملكة المتحدة)، وهو تاريخ للإنترنت حتى عام 1998. عام 2012 أصدر روبرت كرينجلي المقابلة الكاملة التي أجراها ستيف جوبز عام 1995 لفيلم انتصار العباقرة تحت عنوان ستيف جوبز، المقابلة المفقودة.

## الحلقات
كما بثته القناة الرابعة:
|   | العنون باللغةالعربية    | باللغة الانجليزية            | تاريخ البث      | رابط الحلقة |
| - | ----------------------- | ---------------------------- | --------------- | ----------- |
| 1 | إبهار أصدقائهم          | ''Impressing Their Friends'' | (14 أبريل 1996) |             |
| 2 | ركوب الدب               | ''Riding the Bear''          | (21 أبريل 1996) |             |
| 3 | الفنانون العظماء يسرقون | ''Great Artists Steal''      | (28 أبريل 1996) |             |

## المُقابلون
- دوغلاس آدامز
- بول ألين
- بيل أتكينسون
- ستيف بالمر
- دان بريكلين
- ديفيد بونيل
- رود كانيون
- كريستين كومافورد
- إستر دايسون
- لاري إليسون
- كريس إسبينوزا
- غوردون يوبانكس
- لي فيلسنشتاين
- بوب فرانكستون
- هاري غارلاند
- بيل غيتس
- أديل غولدبرغ
- آندي هيرتزفيلد
- ستيف جوبز
- غاري كيلدال
- بيل لوي
- روجر ميلين
- بوب ميتكالف
- غوردون مور
- تيم باترسون
- جيف رايكس
- إد روبرتس
- آرثر روك
- جون سكالي
- تشارلز سيموني
- بوب تايلور
- لاري تيسلر
- جون وارنوك
- جيم وارن
- ستيف وزنياك

## الاستقبال والأثر
كانت سلسلة برنامج انتصار العباقرة ناجحة، وأشار روبرت كرينجلي في مقابلة أجريت معه عام 1998 إلى أنه كان "ركيزة أساسية لحملات التعهد لـ بي بي إس في جميع أنحاء أمريكا". ناقش ستيف وزنياك الفيلم في قسم الرسائل بموقعه الرسمي، قائلاً: "أعجبني فيلم "انتصار النردز". كان من أفضل المسلسلات من هذا النوع على الإطلاق. الجميع لديهم رأي واحد، فلماذا تسألني؟ لست خبيرًا في التاريخ، ولا أستطيع أن أخبرك ما فاته أو أخطأ فيه، ولكنه بدا شاملًا وعميقًا للغاية." صرح الممثل نوح وايل أيضًا أنه بعد مقاومة الدور في البداية، وافق أخيرًا على تصوير ستيف جوبز في فيلم قراصنة وادي السيليكون عام 1999 بعد مشاهدة فيلم انتصار العباقرة.

## قراءة إضافية
- والتر جودمان. " مراجعة تلفزيونية: رسم خريطة الفضاء الإلكتروني في مرائب منطقة الخليج." نيويورك تايمز، 12 يونيو 1996.
- ليزل شيلينجر. " الحياة المزدوجة لروبرت إكس. كرينجلي ". مجلة وايرد، 6.12، ديسمبر 1998.

## روابط خارجية
- الموقع الرسمي
- انتصار العباقرة  في قاعدة بيانات الأفلام على الإنترنت (بالإنجليزية)
- انتصار العباقرة عبر أرشيف الإنترنت
- انتصار العباقرة عبر يوتيوب